# Marche de la Trinité

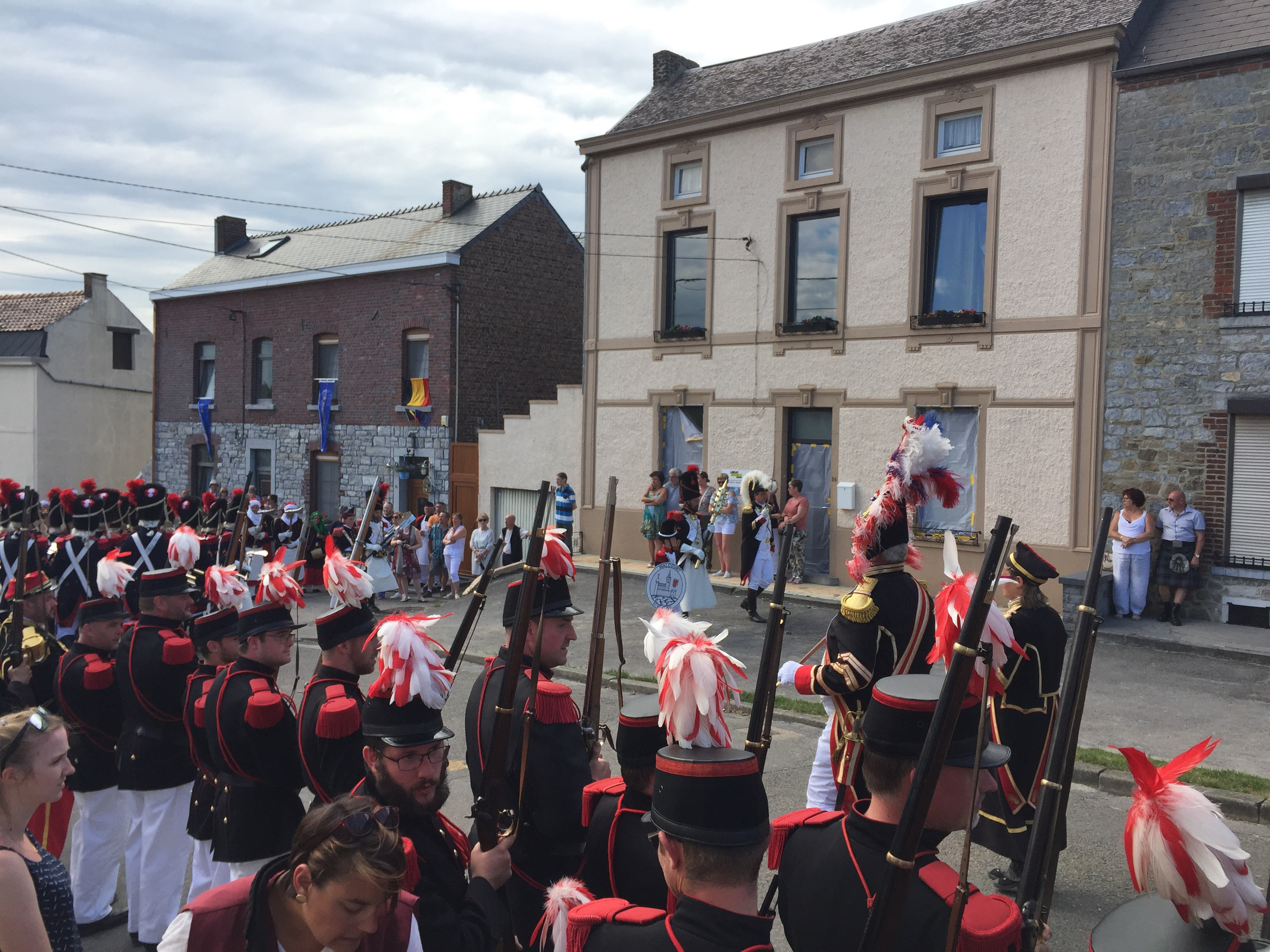
Marche de la Trinité 2017

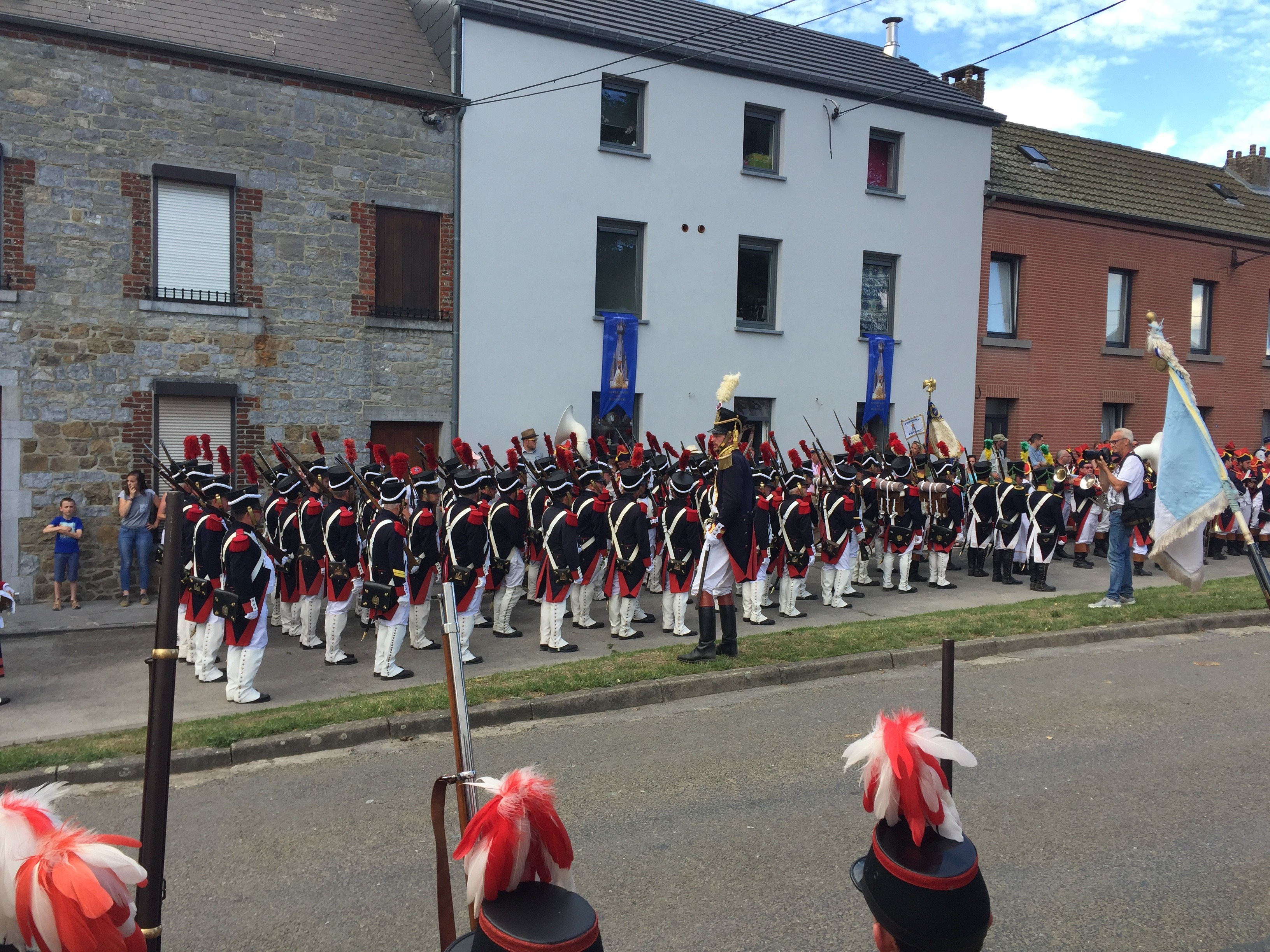
Marche de la Trinité 2017

La marche de la Trinité est une marche folklorique de l'Entre-Sambre-et-Meuse se déroulant au mois de mai ou de juin de chaque année dans la ville de Walcourt, dans la Province de Namur en Belgique.
C'est un pèlerinage pour Notre-Dame de Walcourt.

## Histoire
La marche voit le jour en 1429.
Elle est affiliée à l'Association des Marches Folkloriques de l'Entre-Sambre-et-Meuse depuis 1960 sous le numéro 38.

## Organisation
La marche se déroule le huitième dimanche suivant Pâques, soit le dimanche de la Trinité.

## Reconnaissance par l'UNESCO
Le mercredi 5 décembre 2012 à Paris, la marche de la Trinité de Walcourt est reconnue par l'UNESCO comme chef-d'œuvre du patrimoine oral et immatériel de l'humanité.